# بابهوا
بابهوا (به انگلیسی: Bhabua) یک منطقهٔ مسکونی در هند است که در بیهار واقع شده‌است. بابهوا ۶۱٬۹۹۹ نفر جمعیت دارد و ۷۶ متر بالاتر از سطح دریا واقع شده‌است.